# Нелиш
Нелиш (пол. Nielisz) — деревня в Замойском повете Люблинского воеводства Польши. Административный центр гмины Нелиш. Находится примерно в 17 км к северо-западу от центра города Замосць. По данным переписи 2011 года, в деревне проживало 779 человек.
В 1975—1998 годах деревня входила в состав Замойского воеводства.

## Население
Демографическая структура по состоянию на 31 марта 2011 года:
|         | Всего | До трудоспособного возраста | Трудоспособного возраста | Старше трудоспособного возраста |
| ------- | ----- | --------------------------- | ------------------------ | ------------------------------- |
| Мужчины | 373   | 64                          | 269                      | 40                              |
| Женщины | 406   | 78                          | 209                      | 119                             |
| Всего   | 779   | 142                         | 478                      | 159                             |